# كيفن فرنسيس (لاعب كرة قدم)
كيفن فرنسيس (بالإنجليزية: Kevin Francis)‏ هو لاعب كرة قدم بريطاني في مركز الهجوم، ولد في 6 ديسمبر 1967 في برمنغهام في المملكة المتحدة. شارك مع منتخب سانت كيتس ونيفيس لكرة القدم. أما مع النوادي، فقد لعب مع أكسفورد يونايتد وبرمنغهام سيتي وديربي كاونتي وستوكبورت كونتي ونادي إكزتر سيتي ونادي هدنسفورد تاون وهال سيتي.

## وصلات خارجية
- كيفن فرنسيس على موقع قاعدة بيانات كرة القدم.إي يو (الإنجليزية)
- كيفن فرنسيس على موقع Soccerbase.com (لاعب) (الإنجليزية)